# 陈以文 (1923年)
陳以文（1923年1月1日—1949年11月14日），字济之，化名方生，男，湖北沙市人，出生於沙市紅門路。 民國29年（1940年）加入中國共產黨。 民國38年（1949年）11月14日於重慶被槍決，同時被處決的包括江竹筠等人。

## 生平
民國24年（1935年），以第一名考入湖北省立第一中學初中部，民國27年（1938年），以第四名考入湖北省立高級中學。求學中受到共產主義思想影響，民國29年（1940年）9月，在校期间加入中國共產黨。民國30年（1941年）高中畢業。
初於鄂西從事地下活動，後曾僱為湖南安鄉縣政府職員。民國30年（1941年）3月，進入湖北省松滋、枝江活動，僱為荊南中學英語教員。一年後，民國31年（1942年）7月，到重慶北碚夏壩並考入設於北碚的復旦大學理學院化學系。曾任復旦大學《中國學生導報》總社副社長兼重慶分社社長。

## 逮捕處決
- 民國37年（1948年），與陳光楷等人在大竹張家場、文星場、楊通鄉一帶發動武裝叛亂。12月下旬，於周家場遭逮捕。三天后，西南長官公署特务专员蒋述发将陈以文等人押送重庆的西南长官公署第二处。12月31日，關押於中美特種技術合作所之渣滓洞監獄[1]。
- 民國38年（1949年）11月14日，在重慶台崗埡，陈以文、江竹筠、李青林、唐虚谷、蒋可然、王敏、朱麟等三十人被處決[1]。